# Prîkordonna Ulașanivka, Slavuta
Prîkordonna Ulașanivka (în ucraineană Прикордонна Улашанівка) este un sat în comuna Honeakiv din raionul Slavuta, regiunea Hmelnîțkîi, Ucraina.

## Demografie
Componența lingvistică a localității Prîkordonna Ulașanivka
     Ucraineană (99,55%)
     Alte limbi (0,45%)
Conform recensământului din 2001, majoritatea populației localității Prîkordonna Ulașanivka era vorbitoare de ucraineană (99,55%), existând în minoritate și vorbitori de alte limbi.